# Oberösterreichischer Bauernkrieg
Peuerbach – Linz – Freistadt – Enns – Neuhauser Donausperre – Ebelsberg – Neuhofen – Bad Leonfelden – Haslach – Neukirchen am Walde – Kornrödt – Linnetwald – Lambach – Gmunden – Peilstein – Emlinger Holz – Pinsdorf – Vöcklabruck – Wolfsegg
Als Oberösterreichischer Bauernkrieg wird ein auf Oberösterreich begrenzter Bauernaufstand im Jahr 1626 bezeichnet. 
Im Gegensatz zu den Bauernaufständen 1525 und dem Zweiten Oberösterreichischen Bauernaufstand zwischen 1595 und 1597, bei denen vor allem sozialrevolutionäre Beweggründe im Vordergrund standen, richtete sich der Aufstand in erster Linie gegen die Gegenreformation und die bayerische Besatzung. 
Unmittelbarer Auslöser des Bauernkrieges war das unverhältnismäßige Vorgehen des bayerischen Statthalters Adam Graf von Herberstorff, der die Erhebung bewaffneter Untertanen gegen die gewaltsame Einsetzung eines katholischen Pfarrers durch ein gnadenloses Strafgericht, das Frankenburger Würfelspiel, beantwortete. Die soziale Basis des Aufstands ging über den Bauernstand weit hinaus und erfasste neben den ländlichen Unterschichten auch Ackerbürger und Handwerker bis hin zur städtischen Intelligenz, vereinzelt sogar niedere Adelige.   
Sein Scheitern trug zur Rekatholisierung Österreichs bei.

## Vorgeschichte

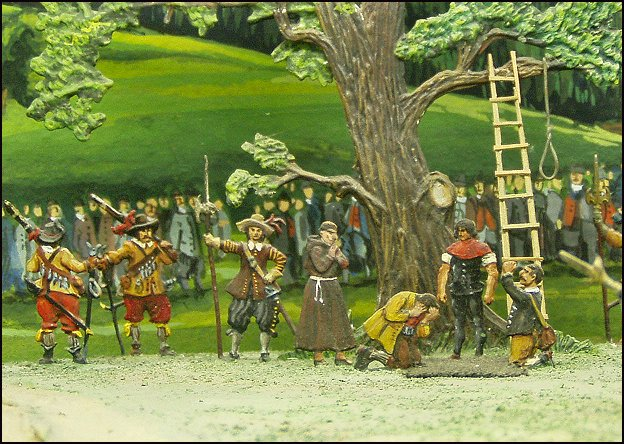
Frankenburger Würfelspiel – Zinnfigurendiorama aus dem Peuerbacher Bauernkriegsmuseum

Nach der Niederschlagung der Bauernrevolten von 1594–1597 sah Kaiser Rudolf II. die Gelegenheit gekommen, mit der Rekatholisierung der Gebiete Ob der Enns zu beginnen. Denn laut Augsburger Religionsfrieden von 1555, welcher nach ersten Konflikten zwischen protestantischen und katholischen Ländern im Heiligen Römischen Reich geschlossen wurde, musste das gesamte Volk der Religion seines Landesherrn angehören (nach dem Rechtsprinzip cuius regio, eius religio). Diese Bemühungen zeigten jedoch wenig Erfolg, und auch unter seinem Nachfolger Kaiser Mathias konnte die Gegenreformation wenig Fortschritte verzeichnen. 
Dies änderte sich, als der energische, von den Ingolstädter Jesuiten erzogene Ferdinand II. 1619 die Macht antreten wollte. Dieser hatte schon in der Steiermark, Kärnten und Krain mit Gewalt die Rekatholisierung durchgesetzt und versuchte nun diese Politik auch in Oberösterreich anzuwenden. Die Ob der Ennsischen Landesstände unter dem Calvinisten Georg Erasmus von Tschernembl verweigerten aber die Gefolgschaft und verbündeten sich mit den böhmischen Aufständischen. Nachdem Ferdinand am 28. August 1619 in Frankfurt zum neuen Kaiser gewählt worden war, reiste er über Bayern zurück nach Wien. In München schloss er ein Bündnis (Vertrag von München) mit dem bayrischen Herzog Maximilian I., der gleichzeitig Führer der Katholischen Liga war. Der Kaiser ernannte ihn zum Oberbefehlshaber des Heeres der Liga und versprach ihm im Ausgleich für seine damit verbundenen Kosten die Verpfändung Oberösterreichs. Da die Kriegskasse des Habsburgers durch die Türkenkriege und die in Böhmen ausgebrochene Rebellion leer war, konnte der Kaiser nur auf diese Art die Liga entschädigen. 
Nachdem ein böhmisches Heer unter Heinrich Matthias von Thurn vor den Toren Wiens am 26. November 1619 zurückgedrängt werden konnte, erteilte Ferdinand am 30. Juni 1620 dem bayrischen Herzog den Auftrag, nun auch im Land ob der Enns mit der Niederwerfung des Aufstandes zu beginnen.
Am 24. Juli überschritt das von Johann t’Serclaes von Tilly angeführte bayrische Heer, vom zu Bayern gehörenden Innviertel kommend, bei Haag am Hausruck die Grenze, eroberte das von Bauern besetzte Schloss Aistersheim und zog am 4. August in Linz ein. Tschernembl floh daraufhin nach Böhmen zu den Aufständischen. Nachdem am 8. November 1620 in der Schlacht am Weißen Berg auch die böhmischen Aufständischen besiegt worden waren, war damit diese erste hauptsächlich vom Adel und Bürgertum getragene Rebellion der mehrheitlich protestantischen Landesstände niedergeworfen.
Am 6. März 1621 verkündete der Kaiser den Landesständen in Linz die Verpfändung an Bayern und präsentierte Adam von Herberstorff als neuen Statthalter. Dieser konnte auch in den folgenden vier Jahren das Land befrieden und sogar ein gewisses Vertrauen bei der Bevölkerung erlangen, obwohl dieser auf Grund des andauernden Dreißigjährigen Krieges hohe Belastungen auferlegt wurden. Im Jahr 1624 sah Kaiser Ferdinand II. die Situation so weit gefestigt, dass er eine Reformationskommission ins Land schickte. Mit kaiserlichem Mandat mussten ab Oktober dieses Jahres alle nichtkatholischen Prädikanten und Schulmeister das Land verlassen. Da die dadurch vakant gewordenen Pfarrstellen jedoch nicht durch einheimische Pfarrer besetzt werden konnten, holte man italienische Priester aus dem italienischen Teil Tirols. Diese sprachen jedoch meist nicht Deutsch und konnten so die Messe nicht, wie es die Bevölkerung zuvor gewohnt war, in der Landessprache halten. Dies führte im Jänner 1625 zu ersten Unruhen. In Natternbach wurden der Dechant Blasius de Livo und der von ihm eingesetzte italienische Pfarrer von einigen hundert Bauern mit Steinen beworfen und verjagt. Dies blieb zunächst ohne Konsequenzen.
Als sich aber im Mai 1625 in Frankenburg am Hausruck Ähnliches ereignete, wollte Herberstorff ein Exempel statuieren. Auch dort war zuvor der protestantische Pfarrer vertrieben worden, was einen Aufstand der Bauern und Bürger ausgelöst hatte. Das Schloss Frankenburg wurde belagert und der neue Pfarrer verjagt. Doch nach drei Tagen gaben die Aufständischen dem Gnadensangebot des bayerischen Statthalters nach: Es kam zum berüchtigten Frankenburger Würfelspiel, bei welchem 17 mutmaßliche Rädelsführer gehenkt wurden. Der bayerische Statthalter glaubte der Bevölkerung jeglichen Mut für weitere Aufstände genommen zu haben, doch er sollte sich schwer täuschen, als ein Jahr später, im Mai 1626, ein sorgfältig geplanter Bauernaufstand in Oberösterreich ausbrach.

## Verlauf

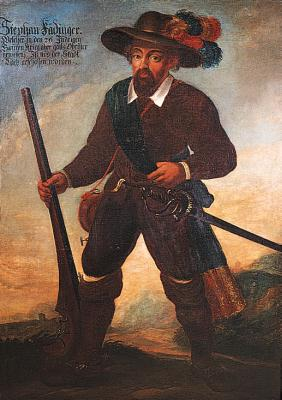
Stefan Fadinger

Bis Pfingsten des Jahres 1626 wollten der Bauer Stefan Fadinger und sein Schwager, der Wirt Christoph Zeller, beide aus Parz bei St. Agatha, von jedem Hof und jedem bürgerlichen Haus in Oberösterreich je einen Mann für ihren Aufstand ausheben. Ziel war es, Oberösterreich von den Bayern zu befreien und das Land dem habsburgischen Kaiser zurückzugeben. Sie wussten zwar, dass sie laut kaiserlichem Reformationspatent auswandern müssten, sofern sie dem protestantischen Glauben nicht abschwören würden, doch dazu wären sie bereit gewesen, Hauptsache, die gehenkten Bauern würden gebührend gerächt.
Doch der Bauernaufstand brach vorzeitig los, als zwei Wochen vor Pfingsten bayerische Soldaten in Lembach einem Bauern das Pferd stehlen wollten. Die Bauern, welche auf Wallfahrt in Lembach gewesen waren, rotteten sich zusammen und überfielen die 25 Mann starke bayerische Besatzung der Marktgemeinde. Weiters zog die Schar über Sarleinsbach nach Rohrbach und versammelte zahlreiche weitere Männer in ihrem Heer. Christoph Zeller stieß ebenfalls dazu, und die Truppe machte sich auf den Weg nach Peuerbach, wo sie den bayerischen Statthalter Herberstorff erwarteten. Noch bevor Stefan Fadinger mit seinen im Mühlviertel ausgehobenen Kräften in Peuerbach ankam, lieferte sich Zellers ungeduldiges Heer bereits am 21. Mai 1626 die Schlacht mit Herberstorffs Soldaten, welche es vernichtend besiegen konnte. Am selben Tag eroberte Fadinger Eferding und Wels. Am nächsten Tag wurde Zeller von den Bauern zum Oberhauptmann des Mühlviertels und des Machlandviertels gewählt und Fadinger zum Oberhauptmann des Traun- und Hausruckviertels. Während Zeller bereits die Belagerung von Linz andachte und in Ottensheim Lager bezog, eroberten Fadingers Truppen nun Kremsmünster und Steyr, um von dort dann die Übergabe von Linz zu fordern.

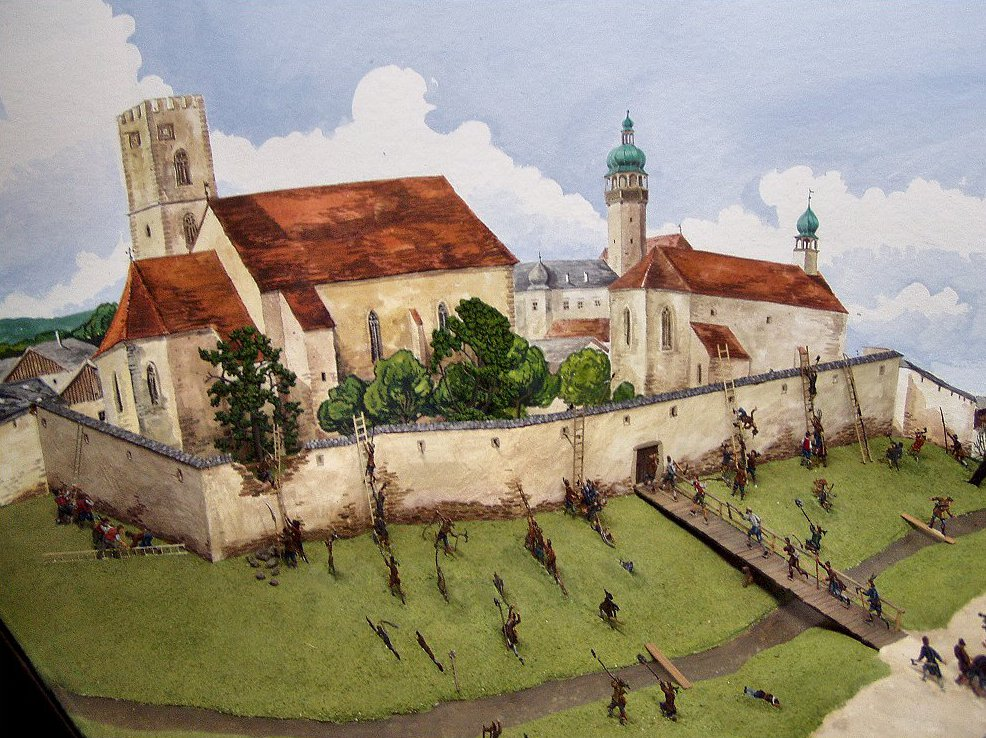
Der Sturm auf Peuerbach – Zinnfigurendiorama aus dem Peuerbacher Bauernkriegsmuseum

Zur selben Zeit war auch die Belagerung Freistadts im Gange. Über einen Monat lang belagerten die 5000 Bauern unter Führung des Adeligen Hans Christoph Hayden zu Dorf die befestigte Stadt. Sie hoben Schanzen aus, blockierten die Wasserzufuhr und forderten die Übergabe. Doch der bayerische Hauptmann von Freistadt, Albrecht Sokolowsky, welcher auf 150 Soldaten und die Unterstützung der unentschlossenen Bürger zählen musste, gab nicht einfach so auf. Also zündeten die Bauern am 10. Juni einige Hütten am Stadtgraben an und begannen die Stadtmauern zu beschießen. Die bis zu diesem Zeitpunkt die Waffen ruhen lassenden bayerischen Besatzer begannen nun auch erstmals zu schießen und vertrieben damit die Belagerer von der Befestigung.
In der Stadt machte sich bereits Hungersnot breit, und es kam zu einer Revolte. Eine Abordnung Sokolowskys, 50 Mann, stellte sich auf die Seite der revoltierenden protestantischen Bürger. Sokolowsky jedoch blieb stur und ließ, als die Bauern am 30. Juni erneut eine Schanze aushoben, wieder auf diese schießen. Die darauf folgende Gegenwehr der Bauern endete mit Unterstützung der revoltierenden Bürger und Soldaten letztendlich in einer Eroberung Freistadts. 
Zu diesem Zeitpunkt, seit 24. Juni, war auch bereits die Belagerung von Linz im Gange. Doch bereits am ersten Tag wurde Stefan Fadinger während einer Waffenruhe angeschossen, als er fahrlässigerweise am Linzer Landhaus vorbeiritt, im Irrglauben, seine Rüstung wäre hieb- und stichfest sowie kugelsicher bzw. er selbst ein unverwundbarer „Gefrorener“. Er und seine Leibschützen wurden vom Dach des Landhauses von Scharfschützen beschossen, wobei sein Pferd getötet wurde und er zu Fuß mit zertrümmertem Oberschenkel flüchten musste. Rund zwei Wochen später erlag er in Ebelsberg in einem Haus am heutigen Fadingerplatz der Blutvergiftung, einer Folge der schlecht versorgten Schussverletzung.
Ein von Steyr ausgehendes Gesuch der Bauern um Unterstützung durch den Kaiser in Wien blieb erfolglos. Die sechs mit der Überbringung der Botschaft beauftragten Männer bekamen Kaiser Ferdinand II. nicht einmal zu Gesicht. Währenddessen kamen von Bayern aus bereits Truppen zur Rückeroberung Oberösterreichs. Auf der Donau durchbrachen Schiffe mit Munition und 340 Musketieren die Donausperre Neuhaus. Während des Gefechts mit den Bauern bei deren Landung in Urfahr wurde Christoph Zeller erschossen, sein Nachfolger wurde der aus dem niederen Adel stammende Achaz Wiellinger. Die Belagerung der Stadt endete am 29. August. Mit General Gottfried Heinrich Graf zu Pappenheim – der ein Stiefsohn Herberstorffs war – wurde dann auch ein renommierter General von Herzog Maximilian mit der Rückeroberung Oberösterreichs beauftragt. Nach dem Tode der beiden Anführer ging es mit dem Erfolg der Bauern weiter bergab, nicht zuletzt, da auch kaiserliche habsburgische Truppen nicht die Bauern, sondern die Bayern unterstützten. Auch Freistadt wurde wieder erobert, und viele der Bauern gerieten in Gefangenschaft.
Am 22. September konnte Oberst Löbl mit den kaiserlichen Truppen Steyr zurückerobern und am 27. September Wels. Letzte Erfolge konnten die Bauern noch einmal im Hausruck- und  im Mühlviertel erlangen. Bei Neukirchen am Walde schlugen sie die Truppen des Herzogs von Holstein und die bayerische Armee im Pramwald. Mit David Spat aus Haibach erhielt das Bauernheer noch einmal einen geschickten Anführer, welcher über Hofkirchen und Sarleinsbach nach Peilstein zog, Schloss Marsbach und Schloss Berg besetzte und das Kloster in Schlägl niederbrannte, welches unter der Bevölkerung für sein im Vergleich zu anderen Klöstern besonders unbarmherziges Vorgehen gegen protestantische Bauern bekannt war. Mit den Bauern des Welsers Ludwig Schorer erhielt Spat weitere Unterstützung, doch endete dieser letzte Feldzug mit einer Niederlage gegen die bayerische Besatzung von Haslach.

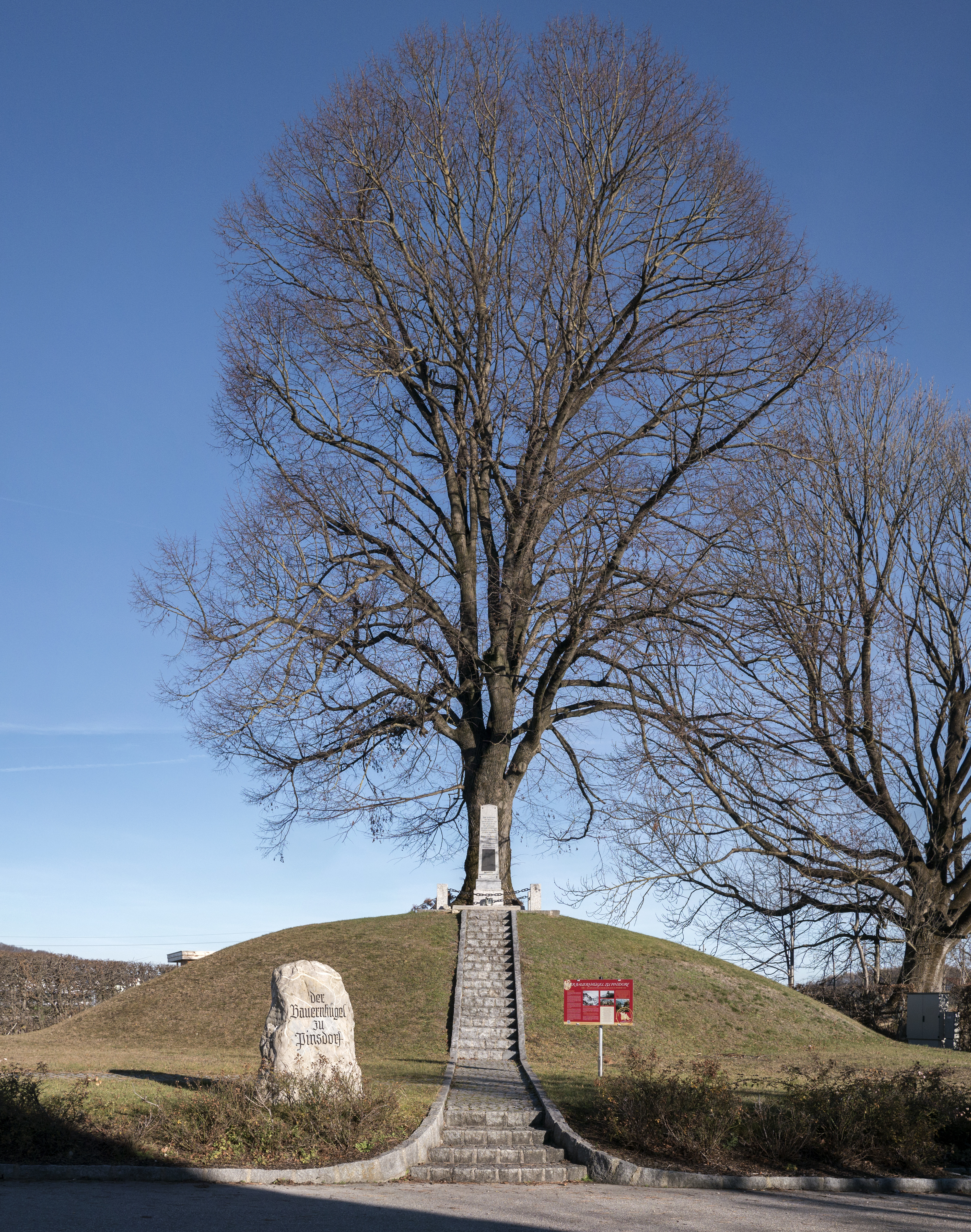
Der Bauernhügel in Pinsdorf

Nur durch das Zusammenwirken der österreichischen und der bayerischen Truppen unter dem Feldherrn der Katholischen Liga, Gottfried Heinrich zu Pappenheim, konnten die Aufständischen in zwei Schlachten am 9. November 1626 im Emlinger Holz, bei Alkoven und am 15. November bei Pinsdorf nahe Gmunden am Traunsee besiegt werden.
Zu Winterbeginn war dann der Krieg zu Ende, und den Bauern ging es schlechter als zuvor. Sie mussten 12.000 bayerische Soldaten, die Oberösterreich nun besetzten, ernähren und auch für die Zerstörung des Schlägler Klosters aufkommen. Zahlreiche Rädelsführer wurden zudem noch enthauptet oder gehenkt, wie z. B. der Stadtschreiber von Steyregg, der Richter von Lasberg oder der Wirt Elias Vätterer von Tragwein, die ebenfalls dem Bauernheer angehört hatten.

## Lieder als Spiegel der historischen Ereignisse und als Propagandamittel
August Hartmann (* in München 1846, † in München 1917), Bibliothekar an der Bayerischen Staatsbibliothek in München, hat mit seiner Sammlung Historische Volkslieder und Zeitgedichte vom sechzehnten bis neunzehnten Jahrhundert. Gesammelt und erläutert von August Hartmann. Mit Melodien, herausgegeben von Hyacinth Abele, 3 Bände, C. H. Beck, München 1907–1913 (Nachdruck Olms, Hildesheim 1972), ein Standardwerk vorgelegt, das mit seinen Lied-Nummern 37 bis 54 (Band 1, 1907, S. 175–255) die Ereignisse im Oberösterreichischen Bauernkrieg in hervorragender Weise ausführlich beleuchtet. Die soliden historischen und sprachlichen Erläuterungen wurden beim Erscheinen gepriesen und dieses Urteil ist heute nicht überholt. Das Volksmusikarchiv des Bezirks Oberbayern hat Kopien des umfangreichen Nachlasses und nimmt die Sammlung zum Anlass, auf diese Quellen erneut aufmerksam zu machen (Tagungsreihe „Historische Volkslieder in Bayern“, Tagung im Kloster Seeon 2010).
Die verschiedenen Liedtexte bei Hartmann sind einerseits Spiegel der historischen Ereignisse mit Details, die anderweitig nicht überliefert sind, andererseits sind es Propagandaprodukte, die der Meinungsmache dienen, selbst wenn sie sich im Stil der Zeit als „Newe Zeitung“ und „Relation“ [Nachrichten], als „wahrhaftiger gründlicher Bericht“ geben. Diese Lieder sind Teil der politischen Propaganda. Und für Wolfgang Steinitz: Deutsche Volkslieder demokratischen Charakters aus sechs Jahrhunderten, Band 1, Akademie Verlag, Berlin 1954, S. 25 ff., sind diese Lieder bemerkenswerte Zeugnisse aufrührerischer Gesinnung und (an einer Stelle) der Solidarität zwischen Bauern und Arbeitern [darauf gehen wir hier nicht ein]. – Wir zitieren ausgewählte Beispiele aus Hartmann.
Eine 1626 datierte Flugschrift (Druckort nicht angegeben) mit dem Lied „Gern wollt ich fröhlich singen …“ (Hartmann Nr. 37) berichtet, wie eine Kette über die Donau gespannt wird, um den Zugang nach Linz abzusperren, wie Wels eingenommen wird (23. und 24. Mai 1626), wie vor Linz der Statthalter verletzt oder gar getötet wird [nur sein Pferd wird erschossen], dass die aufständischen Bauern eine schwarze Fahne mit dem Totenkopf führen und so weiter. Dieser Liedtext, zu der auch eine Melodie genannt wird, wurde von Bänkelsängern auf Straßen und Märkten ausgesungen, mündet aber in den Aufruf an die „lieben Untertanen“, die „liebe Obrigkeit in Ehren“ zu halten. „Lasst euch nicht verhetzen“, im Namen des Herrn Jesus macht Frieden. Mit der Information wird durch den Sänger die Bitte um Ruhe und Frieden verbunden.
Ein Lied „Ach, höchster Gott in’s Himmels Saal …“ (Hartmann Nr. 38) auf einem Druck aus Ulm schildert das Geschehen im Mai 1626 und die Vorgeschichte dazu: Das Land ob der Enns ist „hart bezwungen“ und soll „gut katholisch sein“. „Alte und Junge zwingt man zu dieser Religion.“ In Ulm berichten die „Schiffleut“ [Donauschiffer], und davon will der Bänkelsänger singen. Wer nicht katholisch wird, dem sticht man die Augen aus, schneidet Ohren und Nase ab, reißt das Herz aus dem Leib. In „Bäurbach“ [Peuerbach] müssen sich 200 Landsknechte ergeben, der Ort wird niedergebrannt. Fünfzig Männer, die sich in der Kirche versteckt haben, werden erschlagen. In Linz ist der Statthalter ein strenger Verwalter; er greift die Bauern an, gerät aber selbst in Bedrängnis. Die Bauern kämpfen mit Spießen, Stangen, Gabeln, Prügeln und „Büchsen [Gewehre] gut“, „tun aber niemand sonst kein Leid; Schiffleut von Ulm auch da sein“, die Donauschiffer bezeugen das. Sie haben gehört, was in Frankenburg geschehen ist (Frankenburger Würfelspiel, 1625). Das Lied zeigt Verständnis für die Bauern; tendenziell ist diese „wahrhaftigte Relation [Zeitung] und gründlicher Bericht“ für die Aufrührer eingestimmt.
Ein Text, den Hartmann als seine Nr. 41 präsentiert, dokumentiert die Inschrift auf einer Fahne, die Stefan Fadinger, 1626, zugeordnet wird. Von Fadinger sollen auch ein Schwert und ein Spieß stammen; zu einer Liedgeschichte finden wir keine Hinweise. In einem Nachtrag S. 347 ff. wird diese Fahne beschrieben und abgebildet. Unter der Nr. 42 zitiert und erläutert Hartmann ähnliche Verse auf den Fahnen der Aufrührer.
Das Lied „Weil dann die Stund vorhanden ist, in der(n) wir müssen streiten …“, bei Hartmann Nr. 43 (mit drei abgedruckten Melodien), ist handschriftlich datiert 1626. Die Bauern haben Haus und Hof, Weib und Kind verlassen; sie suchen „kein Freiheit nicht“, sondern wollen der [österreichischen] „Kaiserlichen Majestat“ untertänig sein [nicht dem bayerischen Statthalter]. Steuern wollen sie willig zahlen, aber sie haben Weib und Kinder [evangelisch] erzogen, „von deim Wort nicht zu lassen“. Dem Titel der Liedflugschrift (vgl. Flugschrift) nach wurde dieses Lied viermal täglich gesungen, kniend vor dem Angriff und „unter Seufzen und Weinen unterm freien Himmel“. Die Tonangaben „Wann mein Stündlein vorhanden ist …“ [Evangelisches Gesangbuch, 1995, Nr. 522] und „Es ist das Heil uns kommen her …“ [Evangelisches Gesangbuch, 1995, Nr. 342] verweisen auf gängige Kirchenlieder (dazu auch Hinweise bei Hartmann). Hartmanns Kommentar ist sehr ausführlich. Er verweist u. a. auf die Schlacht bei Eferding am 9. November 1626, wo die Bauern vorher „Psalmen“ sangen. Auch vor der Gmundener Schlacht am Sonntag, den 15. November 1626 war ein Gottesdienst unter freiem Himmel und es erklangen u. a. Martin Luthers „Ein feste Burg …“ und „Erhalt uns, Herr, bei deinem Wort …“.
Die Gründe, solch einen Liedtext auf eine religiöse Melodie zu singen, sind unterschiedlich. Vor allem konnte man von einem Kirchenlied erwarten, dass Sänger und Zuhörer die Melodie kennen. Das weckt die Aufmerksamkeit und erleichtert die Verbreitung des neuen Liedes. Durch eine Tonangabe (Melodieverweis; vergleiche Ton (Literatur)) nennt man den Textanfang des gewünschten Liedes; Abdruck von Melodien waren aufwendig und damit zu teuer. Drittens gibt es in jener Zeit die Vorstellung von getrennt bewerteten Melodien für weltliche und für geistliche Texte nicht. Religiöse Liedtexte konnten auf weltliche Melodien gesungen werden und umgekehrt. – Flugschriften (Flugschrift) waren Billigware und sollten verkaufbar sein; sie sind Vorläufer unserer Zeitung (vergleiche Geschichte der Zeitung). Der Anzahl und der Vielfältigkeit entsprechend werden solche Liedflugschriften nach fremden Bibliotheksbeständen und nach eigenen Originalen in großer Breite u. a. durch das Volksmusikarchiv des Bezirks Oberbayern dokumentiert.
Hartmanns Nr. 44 bietet mit „Ich Stephl Fättinger bin oben ang’sessen, hab mit drei Baurn gar stattlich g’fressen …“ Verse auf einem Gemälde im Stift Kremsmünster, datiert 1626. Am 28. Mai wird das Stift von den Bauern und von Stefan Fadinger eingenommen. Man versucht die Eroberer milde zu stimmen und setzt ihnen Leckereien vor, u. a. Artischocken, an denen Fadinger sich die Zunge zersticht. Aber die Mühe lohnt sich; die Bauern verschonen das Kloster; der Abt scheint ihnen sogar wohlgesinnt gewesen zu sein.
„Wie heftig sich die Baurschaft hat um Linz bemühet früh und spat …“ (Hartmann Nr. 45 ohne Datierung nach einem Augsburger Kupferstich) schildert den dreitägigen Angriff auf Linz [19. bis 21. Juli 1626] und auf den bayerischen Statthalter „Herbersdorf“ (das ist Adam Graf von Herberstorff). In die Stadtmauer ist bereits ein Loch gerissen, aber der Ansturm der Bauern wird abgewehrt und sie erleiden große Verluste. Von dem inzwischen toten Fadinger ist nicht die Rede.
Im Lied Nr. 47 bei Hartmann, „Als Herr Löbel vernommen hett, was es mit Linz für G’legnheit hett …“ [Ereignisse vom 23. Juli 1626] wird geschildert, dass Oberst Löbl die Brücke bei Enns wieder aufbaut, in das Lager der Bauern (12.000 Mann) bei Enns einfällt, 900 erschlägt, die Schanzen zerstört und 11 Kanonen erobert. Doch er schickt die Gefangenen mit dem Versprechen nach Hause, „fortan untertänig zu leben“. Gott gebe, dass „alle Empörung“ aufhört, und jeder trachte „nach Einigkeit“ und Gehorsam der Obrigkeit gegenüber. Offenbar ist das ein Text, der zugunsten der Obrigkeit formuliert wurde.
Hartmanns Nr. 48, „Groß Jammer und auch Traurigkeit ist in der ganzen Christenheit …“ ist mit 23 Liedstrophen eine längere „Beschreibung und gründlicher Bericht“ vom Bauernaufstand. Das Blutvergießen nimmt kein Ende, der Himmel trauert. 60.000 Bauern haben sich zusammengetan; Linz wird hart belagert. 2000 Soldaten des bayerischen Statthalters werden erschlagen. Die Bauern wollen dem Kaiser und der „Augsburger Confession“ untertan bleiben. Der „Fürst von Hollestein“ [der Herzog von Holstein-Gottorp] ist nach „Neukirch im Markt“ [Neukirchen am Walde] gekommen und begehrt „mit vierzehn Fahnen“ Quartier. Die Bauern weigern sich und erschlagen die Soldaten „mit Prügeln, Hacken“, die „Holsteiner“ sind auf der Flucht bis in die Donau [19. September 1626]. Die Bauern schlagen auch die Soldaten des Salzburger Bischofs [20. September 1626] „zutod als wie die wilden Schwein“. „Kein Schuss den Bauern schaden mag“ [sie verfügen über zauberhafte Unverletzlichkeit].
Hartmanns Nr. 50, „Der Jesuiter Gleißnerei [Heuchelei] und des Statthalters Tyrannei …“, sind Verse eines evangelischen Prädikanten, der sich den Bauern anschließt und bei der Belagerung von Gmunden am 1. November 1626 ihr Anführer wird. Von seiner Person ist nur der Name „Student Casparus“ bekannt; er hat offenbar verhindert, dass Wels von den Bauern geplündert wird, er ist vor Waizenkirchen und Neumarkt mit 500 Bauern, und ab 24. Oktober 1626 führt er die Belagerung von Gmunden. – In Nr. 52 bei Hartmann richtet sich der Spott u. a. gegen den Studenten [Casparus], der „wohl redlich betrogen, das Maul hat er uns voll angelogen“. Vorlage ist ein Ölgemälde in Linz mit 12 entsprechenden Feldern vieler Ereignisse; ähnliche Bilder gab es u. a. in Kremsmünster. Hartmann kommentiert die einzelnen Szenen, u. a. auch zur angeblichen Unverwundbarkeit der Bauern durch Zauber („gefroren“).
„Hascha! Ihr Nachbauern [Nachbarn] und Bauern, seid lustig …“, bei Hartmann Nr. 53, ist ein sehr umfangreicher Text mit 54 vierzehnzeiligen Strophen nach einer Liedflugschrift ohne Angaben. Er schildert in spöttischer Art die Geschehnisse des Bauernkriegs mit den historisch fassbaren Einzelheiten und zahlreichen Andeutungen auf damals bekannte Ereignisse: „Steffel Fätinger“ (Stefan Fadinger) als Bauernführer, auch er „steinhart gefroren“ [unverwundbar]; die päpstlichen Soldaten werden alle erschlagen; „Boyerbach“ [Peuerbach] wird geplündert; aus der Rüstkammer werden Waffen geraubt und so weiter. Waizenkirchen, Eferding, Wels, Steyr, Lambach, Linz werden genannt, Pappenheim und die „Crabaten“ [Kroaten; eigentlich Polen aus der Gegend von Krakau]. Der Text schließt aber mit „Hörberstorf (Adam Graf von Herberstorff, der bayerische Statthalter) und Pappenheimer“ (Gottfried Heinrich Graf zu Pappenheim, der den Bauernaufstand schließlich niederschlägt) als Helden. „Unsterblich bleibt ihr Namen.“
Es ist ein „kurzweiliges Bauernlied“ auf einer Flugschrift, erhalten in einem einzigen Exemplar, und es wird seit 1827 oft in der Literatur zum historischen Thema des Oberösterreichischen Bauernkrieges zitiert; 1854 wird es als „Fadinger-Lied“ bezeichnet [merkwürdig ist, dass es von der Verwundung vor Linz und dem Tod Fadingers nicht berichtet]. Aus der Kenntnis der Einzelheiten schließt Hartmann, dass der Verfasser den Krieg selbst miterlebt hat (trotz gewisser Ungenauigkeiten). Ziel ist es (nach Hartmann), die Stimmung darzustellen, die zum Aufruhr geführt hat. Nach Anfangserfolgen ändert sich dann die Haltung des Schreibers, der am Schluss bereut und Schutz und Gnade bei Pappenheim erfleht.